# Bravo-Jahrescharts 2000
Die Bravo-Jahrescharts werden zum Jahresende von der Bravo-Redaktion als Hitliste erstellt. Die Jugendzeitschrift Bravo erscheint seit 1956 und enthält in jeder Wochenausgabe eine Hitliste, die von den Lesern gewählt wurde. Seit 1960 können die Bravo-Leser außerdem ihre beliebtesten Gesangsstars wählen und dekorieren sie mit dem Bravo Otto.

## Bravo-Jahrescharts 2000
1. Mama – Kelly Family – 927 Punkte
2. Lucky – Britney Spears – 367 Punkte
3. Show Me the Meaning of Being Lonely – Backstreet Boys – 333 Punkte
4. It’s My Life – Bon Jovi – 320 Punkte
5. Oops!… I Did It Again – Britney Spears – 303 Punkte
6. I Wanna Kiss You – Kelly Family – 247 Punkte
7. Weinst du – Echt und außerdem The One – Backstreet Boys – 245 Punkte
8. Born to Make You Happy – Britney Spears und außerdem Bye Bye Bye – *NSYNC – 240 Punkte
9. Around the World (La La La La La) – ATC – 220 Punkte
10. Freestyler – Bomfunk MC’s – 199 Punkte
11. Junimond – Echt – 189 Punkte
12. Großer Bruder – Zlatko & Jürgen – 184 Punkte
13. Take My Heart – Band ohne Namen – 183 Punkte
14. Join Me (in Death) – HIM – 170 Punkte
15. Summer Jam – The Underdog Project – 165 Punkte
16. My Heart Goes Boom – French Affair – 161 Punkte
17. Maria Maria – Santana – 160 Punkte
18. American Pie – Madonna – 155 Punkte

## Bravo-Otto-Wahl 2000

### Superband Rock
1. Goldener Otto: Bon Jovi
2. Silberner Otto: HIM
3. Bronzener Otto: Limp Bizkit

### Superband Pop
1. Goldener Otto: Backstreet Boys
2. Silberner Otto: Kelly Family
3. Bronzener Otto: ATC

### Supersänger
1. Goldener Otto: Sasha
2. Silberner Otto: Christian
3. Bronzener Otto: Robbie Williams

### Supersängerin
1. Goldener Otto: Britney Spears
2. Silberner Otto: Jeanette Biedermann
3. Bronzener Otto: Jennifer Lopez

### Hip Hop International
1. Goldener Otto: Eminem
2. Silberner Otto: Puff Daddy
3. Bronzener Otto: Wu-Tang Clan

### Hip Hop National
1. Goldener Otto: DJ Tomekk
2. Silberner Otto: Fünf Sterne deluxe
3. Bronzener Otto: Die Fantastischen Vier